# 大烏盧伊區

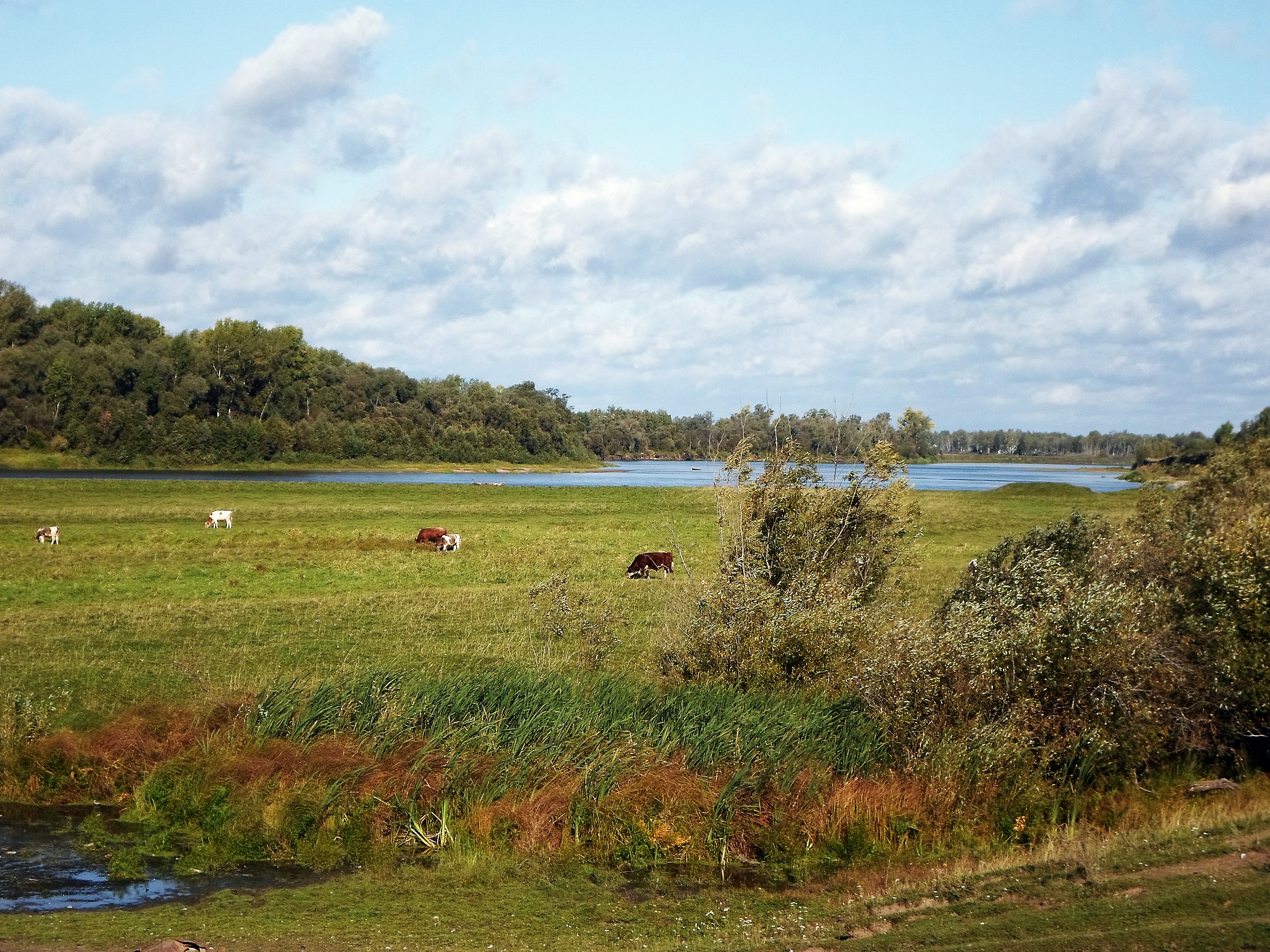

56°39′26″N 90°34′37″E / 56.65722°N 90.57694°E
大烏盧伊區（俄语：Большеулуйский район），是俄羅斯的一個區，位於該國中部，由克拉斯諾亞爾斯克邊疆區負責管轄，始建於1924年4月4日，面積2,708平方公里，2010年人口7,658，人口密度每平方公里2.83人。